# Ramilia
Ramilia är ett släkte av skalbaggar. Ramilia ingår i familjen Melolonthidae.
Kladogram enligt Catalogue of Life:
| Ramilia | \| \| Ramilia ghanaensis \| \| \| \| \| \| Ramilia kuiluensis \| \| \| \| \| \| Ramilia pruinosa \| \| \| \| |
|         | \| \| Ramilia ghanaensis \| \| \| \| \| \| Ramilia kuiluensis \| \| \| \| \| \| Ramilia pruinosa \| \| \| \| |
|         | Ramilia ghanaensis                                                                                           |
|         | |
|         | Ramilia kuiluensis                                                                                           |
|         | |
|         | Ramilia pruinosa                                                                                             |
|         | |